# Taylorilygus simonyi
Taylorilygus simonyi är en insektsart som först beskrevs av Reuter 1903.  Taylorilygus simonyi ingår i släktet Taylorilygus och familjen ängsskinnbaggar. Inga underarter finns listade i Catalogue of Life.